# Maciste il gladiatore più forte del mondo
Maciste il gladiatore più forte del mondo è un film peplum del 1962 diretto da Michele Lupo al suo esordio alla regia.

## Trama
Nel piccolo regno di Mersabad un uomo di nome Oniris, a capo di un gruppo di cospiratori, sta preparando un colpo di Stato. Oniris inizia ad assumere gladiatori come mercenari per poter combattere contro l'esercito del regno; Maciste si fa assumere tra questi per proteggere la principessa Talima. Quest'ultima viene rapita e Maciste si impegna a liberarla, dopo esserci riuscito inizia ad eliminare i cospiratori, per ultimo il potente Oniris. Alla fine Maciste scopre che la sorella di Talima era complice di Oniris, la smaschera e riesce a rimettere sul trono il legittimo sovrano, ovvero la principessa Talima.